# Max Devrient

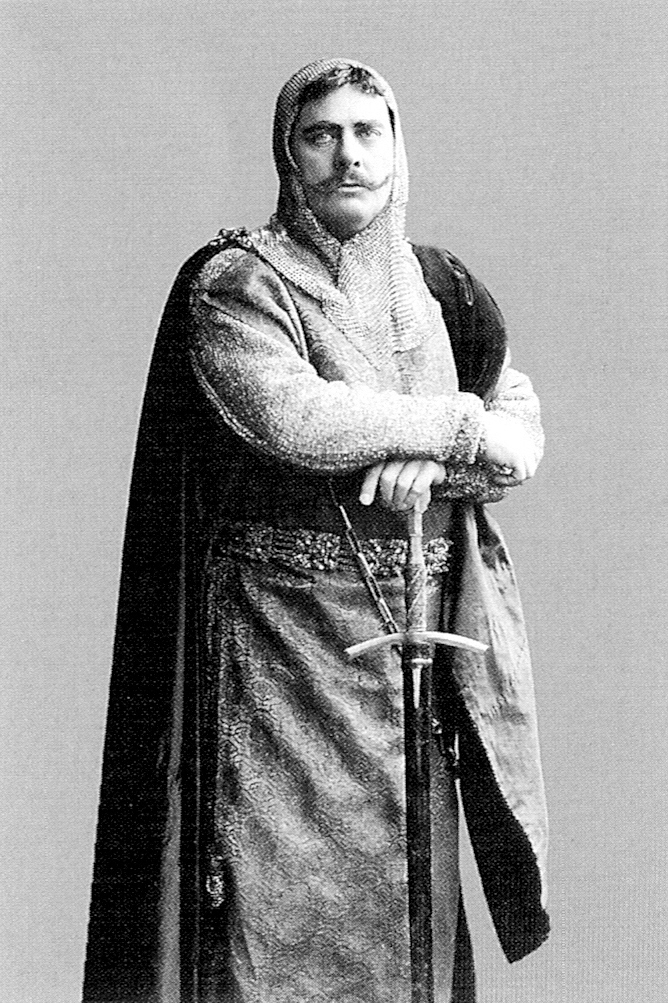
Max Devrient.

Maximilian Paul Devrient, född 12 december 1857, död 14 juni 1929, var en tysk skådespelare. Han var son till Karl August Devrient.
Devrient debuterade 1878 vid hovteatern i Dresden, kom 1881 till Ringteatern i Wien och var från 1882 anställd vid Burgteatern där, från 1910 även som regissör. Devrient har i såväl klassisk som modern repertoar, i skådespel och lustspel uppburit familjens traditioner.